# Mur, Vaud
Mur är en ortsdel i kommunen Vully-les-Lacs i kantonen Vaud i Schweiz. Den utgör tillsammans med Mur i Fribourg orten Mur. Mur ligger cirka 57 kilometer nordost om Lausanne. Ortsdelen har cirka 240 invånare (2020).
Mur var före den 1 juli 2011 en egen kommun, men slogs då samman med kommunerna Bellerive, Chabrey, Constantine, Montmagny, Vallamand och Villars-le-Grand till den nya kommunen Vully-les-Lacs.